# 湯地孝
湯地 孝（ゆち たかし、1900年6月26日 - 1973年3月10日）は、日本近代文学研究者。

## 経歴
第一高等学校を経て、1925年東京帝国大学文学部国文科卒。1926年、卒業論文を『樋口一葉論』として刊行し、以後片岡良一とともに近代文学研究に先鞭をつける。「たけくらべ」の末尾における美登利の変貌を、初潮ゆえと論じたのは孝が最初である。1950年4月、開学して間もない山梨大学に着任。同大学の近代文学文庫は湯地の提案により設立された。1961年（昭和41年）退官。その後は、青山学院大学教授、淑徳大学学長を務めた。

## 著書
- 『樋口一葉論』〈国文学研究叢書〉至文堂、1926年。
- 『日本近代詩の発達』不老閣書房、1928年。
- 『最新研究現代文の解釈』山海堂出版部、1930年。
- 『新撰現代文集成』片岡良一共編、武蔵野書院、1932年。
- 『明治大正文学の諸傾向』積文館、1933年。
- 『現代文学鑑賞原論』山海堂、1937年。

## 親族
- 父 湯地定監（海軍機関学校長）
- 叔母 乃木静子
- 息子 湯地朝雄